# Duff Goldman
Jeffrey Adam Goldman   (n. 17 de diciembre de 1974) es un chef de pastelería y personalidad de la televisión estadounidense. Es el chef ejecutivo de la tienda Charm City Cakes que se presentó en el programa televisivo Ace of Cakes, de la cadena Food Network. Su trabajo y su talento han sido presentados en Food Network Challenge, Iron Chef America, Oprah y The Tonight Show con Jay Leno.

## Vida personal
El 2 de abril de 2018, Goldman le propuso matrimonio a Johnna Colbry. El 21 de enero de 2019 se casaron. En agosto de 2020, la pareja anunció que estaban esperando su primer hijo. El 31 de enero de 2021 nació su hija Josephine Frances.